# Noyal-sur-Vilaine
Noyal-sur-Vilaine ist eine französische Gemeinde mit 6250 Einwohnern (Stand: 1. Januar 2022) im Département Ille-et-Vilaine in der Region Bretagne; sie gehört zum Arrondissement Rennes und zum Kanton Châteaugiron. Die Einwohner werden Noyalais(es) genannt.

## Geographie
Die Vilaine bildet die nördliche Gemeindegrenze von Noyal-sur-Vilaine. Umgeben wird Noyal-sur-Vilaine von den Nachbargemeinden Acigné im Norden, Brécé und Servon-sur-Vilaine im Nordosten, Domagné im Osten, Ossé im Südosten, Châteaugiron im Süden, Domloup im Südwesten und Cesson-Sévigné im Westen.
Durch die Gemeinde führt die Route nationale 157 (die zur A81 aufgestuft werden soll). Der Bahnhof Noyal - Acigné liegt an der Bahnstrecke Paris–Brest.

## Bevölkerungsentwicklung
| Jahr      | 1962 | 1968 | 1975 | 1982 | 1990 | 1999 | 2006 | 2017 |
| Einwohner | 2188 | 2860 | 2957 | 3841 | 4089 | 4698 | 4899 | 6008 |

## Sehenswürdigkeiten
- Kirche Saint-Pierre
- Priorei
- Kapelle Saint-Alexis

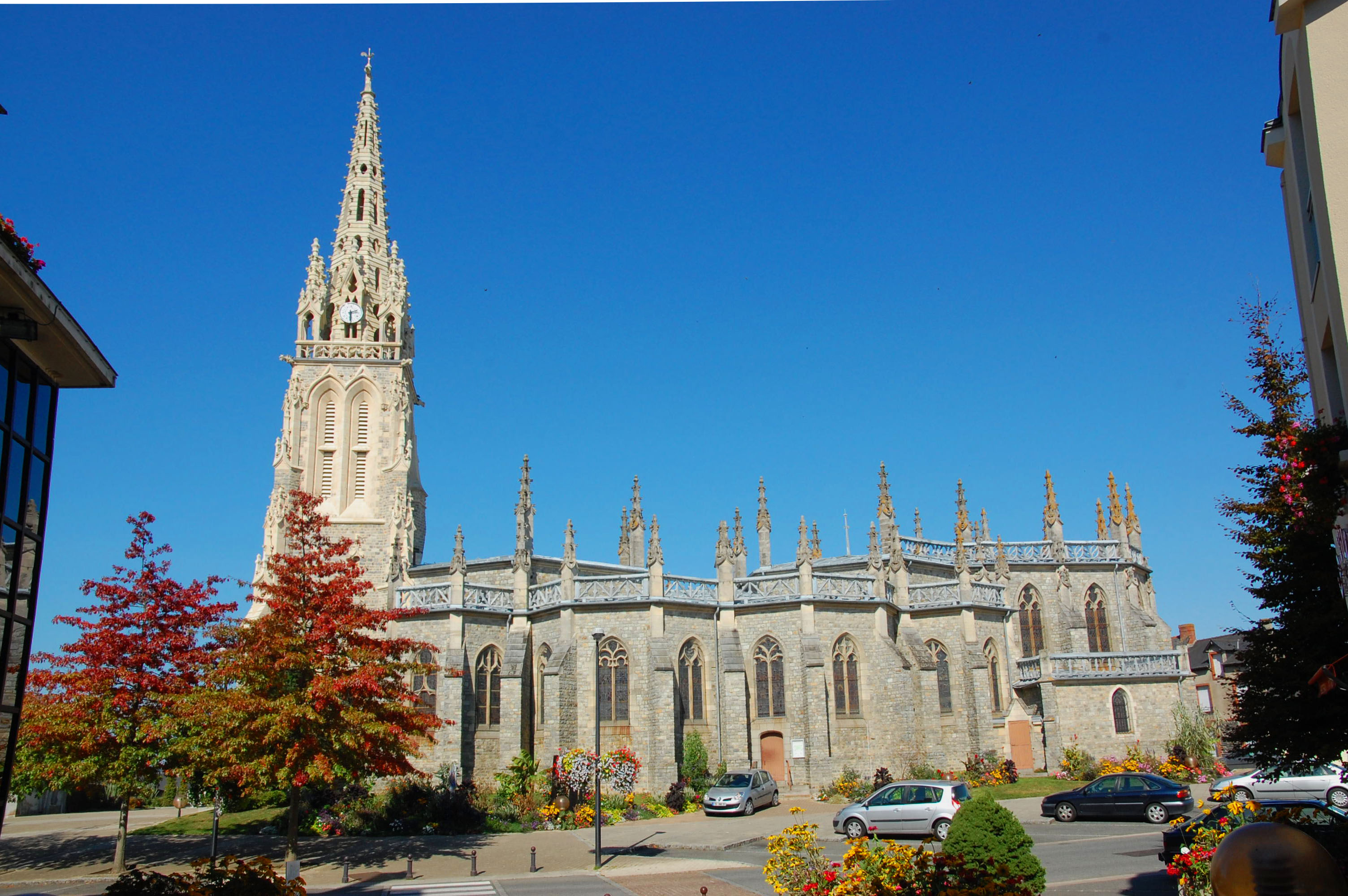
Kirche Saint-Pierre

- Schloss und Park mit Kapelle Bois d’Orcan, Monument historique seit 1931 bzw. seit 1987 (als Gesamtobjekt 1994 als Monument historique klassifiziert), um 1490 angelegt, 1990 restauriert (Schloss)

- Rathaus
- Logis de la Motte

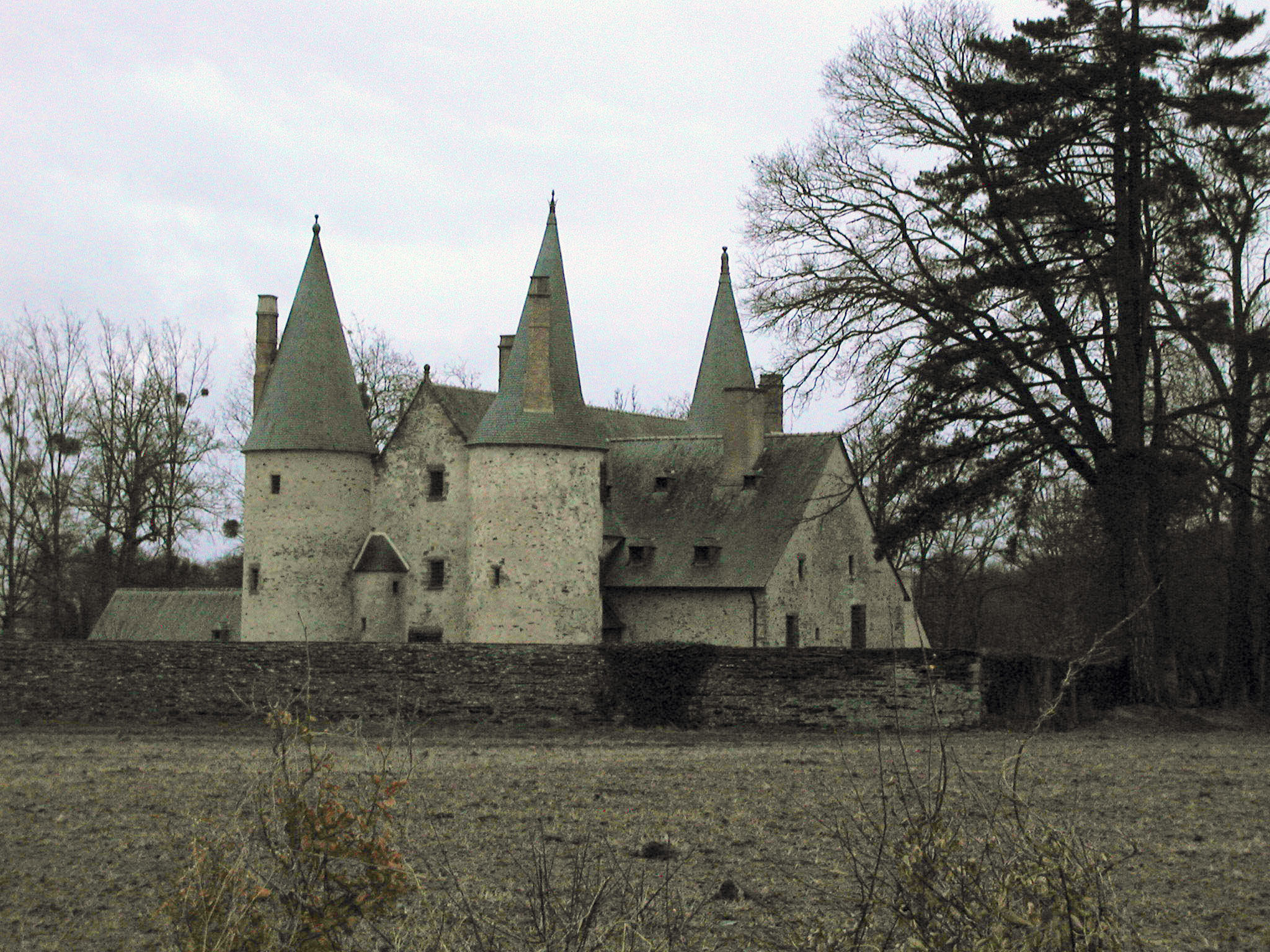
Anwesen Bois-d’Orcan

- Anwesen Le Haut-Jussé aus dem 16. Jahrhundert

Siehe auch: Liste der Monuments historiques in Noyal-sur-Vilaine

## Gemeindepartnerschaften
Mit der deutschen Gemeinde Haigerloch in Baden-Württemberg besteht seit 1973 eine Partnerschaft.